# Lepton
Lepton (prema grč. λεπτός: sitan) je subatomska čestica koja ne podliježe jakom međudjelovanju (jaka nuklearna sila) i ima spin 1/2, čime se razlikuju od kvarkova, a zajedno s njima ubrajaju se u fermione. Šest poznatih leptona svrstano je u tri naraštaja (obitelji) leptona: elektronski (e, νe), mionski (μ, νμ) i tauonski leptoni (τ, ντ). Za svaki od njih postoji antilepton, primjerice, pozitron kao antičestica elektrona. Elektron, mion i tauon imaju električni naboj i među njima se pojavljuje elektromagnetsko međudjelovanje a neutrini su električki neutralni i elektromagnetski ne međudjeluju. Svi leptoni međudjeluju gravitacijskim i slabim međudjelovanjem.
Do nedavno se mislilo da leptonski naraštaji ne komuniciraju, što znači da bi zasebno bili očuvani leptonski brojevi, to jest ukupan broj leptona, Le, Lμ, Lτ. Otkrićem spontanog prelaska neutrina iz jedne vrste u drugu (M. Koshiba) došlo se do spoznaje o postojanju neutrinskih masa, a time i do prvih naznaka postojanja nove fizike, izvan standardnoga modela čestica.
Leptone karakterizira zakon o očuvanju leptonskog broja - zbroj leptona (leptonski broj +1) i antileptona (leptonski broj -1) koji ulaze u reakciju jednak je broju leptona koji iz nje izlaze. 

## Popis leptona
| Čestica / Naziv antičestice | Simbol                                         | Naboj Q (e) | Spin J | Le | Lμ | Lτ | Masa (MeV/c²)         | Vrijeme trajanja (s)  |
| --------------------------- | ---------------------------------------------- | ----------- | ------ | -- | -- | -- | --------------------- | --------------------- |
| Elektron                    | e-                                             | −1          | 1/2    | +1 | 0  | 0  | 0,510 998 910 (± 13)  | Stabilan              |
| Pozitron                    | e+                                             | +1          | 1/2    | −1 | 0  | 0  | 0,510 998 910 (± 13)  | Stabilan              |
| Mion                        | μ-                                             | −1          | 1/2    | 0  | +1 | 0  | 105,658 366 8 (± 3 8) | 2,197 019×10−6 (± 21) |
| Antimion                    | μ+                                             | +1          | 1/2    | 0  | −1 | 0  | 105,658 366 8 (± 3 8) | 2,197 019×10−6 (± 21) |
| Tauon ili tau lepton        | τ-                                             | −1          | 1/2    | 0  | 0  | +1 | 1 776,84 (± 0,17)     | 2,906×10−13 (± 0,010) |
| Antitauon                   | τ+                                             | +1          | 1/2    | 0  | 0  | −1 | 1 776,84 (± 0,17)     | 2,906×10−13 (± 0,010) |
| Elektron neutrino           | νe                                             | 0           | 1/2    | +1 | 0  | 0  | < 0,000 002 2         | Nepoznato             |
| Elektron antineutrino       | {\displaystyle \mathrm {\bar {\nu _{e}}} }     | 0           | 1/2    | −1 | 0  | 0  | < 0,000 002 2         | Nepoznato             |
| Mion neutrino               | νμ                                             | 0           | 1/2    | 0  | +1 | 0  | < 0,17                | Nepoznato             |
| Mion antineutrino           | {\displaystyle \mathrm {\bar {\nu _{\mu }}} }  | 0           | 1/2    | 0  | −1 | 0  | < 0,17                | Nepoznato             |
| Tau neutrino                | ντ                                             | 0           | 1/2    | 0  | 0  | +1 | < 15,5                | Nepoznato             |
| Tau antineutrino            | {\displaystyle \mathrm {\bar {\nu _{\tau }}} } | 0           | 1/2    | 0  | 0  | −1 | < 15,5                | Nepoznato             |

## Objašnjenje
Od leptona najpoznatiji je elektron, stoga su leptoni najviše i proučavani jer se svojstva elektrona zrcale u mionu i tau leptonu. Ova tri leptona imaju isti električni naboj i malo toga, osim mase, razlikuje elektron od miona i tau leptona. Jedina očita razlika je u tome što se mion i tau lepton mogu raspadati na druge čestice (iz prve i druge generacije leptona i njihove antičestice), dok je elektron stabilna čestica. Isto kao i kod kvarkova, masa leptona se povećava kako idemo prema višoj generaciji. 
Ostala tri leptona se nazivaju neutrini jer su električki neutralni. Treba napomenuti da nije isto reći, na primjer, da je neutron bez naboja i da je neutron neutralan. Neutron se sastoji od tri kvarka i svaki od njih nosi električni naboj koji se u konačnom zbroju poništi. Neutrini, za razliku od neutrona, su elementarne čestice. Kao takve nisu građene od drugih elementarnijih komponenti, oni su istinski neutralni. Stoga, da bi razlikovali takve čestice od onih kojima se naboji komponenti poništavaju, reći ćemo za neutrine (i slične čestice) da su neutralni, a za neutrone (i čestice slične njima) da su bez naboja. Prema standardnom modelu smatra se da su neutrini čestice bez mase, iako rezultati pokusa Super-Kamiokande u Japanu (M. Koshiba) daju naznaku da bi neutrini ipak mogli imati izuzetno malu, ali konačnu masu. Budući da su neutrini bez mase i neutralni, to im uskraćuje bilo kakvu fizičko postojanje. Međutim, neutrini imaju energiju i ta ih energija čini stvarnima.
Leptoni, za razliku od kvarkova, postoje u prirodi kao zasebne čestice. Elektron je vrlo poznata čestica i njegova svojstva su uspostavljena u osnovama fizike. Drugi lepton, elektronski neutrino, je manje poznat ali jednako čest u prirodi. U velikom broju ga proizvode neki radioaktivni procesi i središnje jezgre nuklearnih reaktora, dok je Sunce najveći proizvođač. Približno 1012 elektronskih neutrina prođe kroz naše tijelo svake sekunde, većina nastala u nuklearnim reakcijama koje se odvijaju u jezgri Sunca. Budući da jako rijetko djeluju s materijom veliki broj neutrina koji prođe kroz naše tijelo ne čini nikakvu štetu. 
Leptoni druge generacije su rjeđi, ali ih se može naći u prirodi. Mione je lako proizvesti u laboratorijskim pokusima. Osim po masi, vrlo su slični elektronima. Zbog velike mase su nestabilni pa se raspadaju na elektrone i neutrina. Jednostavno se mogu promatrati u pokusima s kozmičkim zrakama.
Članovi treće generacije (tau leptoni) nisu viđeni u nikakvim prirodnim procesima, barem ne u ovom stadiju razvoja svemira. Mnogo ranije, kada je svemir bio topliji i kada su čestice imale daleko više energije, leptoni treće generacije su često nastajali u prirodnim reakcijama. To je međutim bilo prije nekoliko milijardi godina. Danas se tau lepton može promatrati samo u laboratorijskim pokusima, dok tau neutrino nije izravno viđen u pokusima već se njegovo prisustvo daje zaključiti iz određenih reakcija.

## Leptonski broj
Leptonski broj je pretpostavka da leptoni posjeduju neko unutarnje svojstvo koje se ne može mjeriti na standardni način (u smislu kao što se mogu mjeriti električni naboj ili masa), ali po kojem se poput generacije kvarkova međusobno razlikuje. Do nedavno se mislilo da leptonski naraštaji ne komuniciraju, što znači da bi zasebno bili očuvani leptonski brojevi, to jest ukupan broj leptona: Le, Lμ, Lτ.

### Antileptoni
Antimaterija i antičestice zaista postoje, samo ne na način na koji je često predstavljena u filmovima. Moguće ju je stvoriti u laboratorijima i čestični fizičari je često koriste u svojim pokusima.
Suvremena teorija govori da svaka čestica ima svoju antičesticu, česticu iste mase i spina, ali suprotnog naboja. Osim po naboju, čestice i antičestice se razlikuju po nizu drugih svojstava. Na primjer, po leptonskom broju, barionskom broju, i tako dalje. Svojstva koja su jednaka kod čestica i atičestica jesu masa, spin, vrijeme poluraspada, i tako dalje. Dakle, antimaterija se sastoji od antičestica, isto kao što se materija sastoji od čestica. Antimaterija je osobito rijetka u svemiru i ne zna se zašto svemir ne sadrži istu količinu materije i antimaterije. Ako postoji velika količina antimaterije, onda je negdje dobro sakrivena.
Ukratko, imamo 6 leptona svrstanih u 3 generacije i 6 antileptona također svrstanih u 3 generacije. Antileptoni su iste mase i spina kao i leptoni, no suprotnog naboja i leptonskog broja. U donjoj tablica, koja predstavlja proširenu leptonsku "porodicu", u drugom redu su smješteni antileptoni kojima je pridružen leptonski broj suprotnog predznaka:
| Leptonski broj      | +1                                                                               | 0                                   | -1                                                                                              |
| Elementarna čestica | elektron, mion, tau lepton, elektronski neutrino, mionski neutrino, tau neutrino | kvarkovi, barioni, mezoni, bozoni … | pozitron, antimion, antitauon, elektronski antineutrino, mionski antineutrino, tau antineutrino |